# ファンファーレ!
「ファンファーレ!」は、Hey! Say! JUMPの楽曲。25作目のシングルとして、2019年8月21日にジェイ・ストームから発売。

## 概要
- 前作「愛だけがすべて -What do you want?-」から約3ヶ月ぶりのシングルとなる。

- 初回限定盤1・2、通常盤の3種類での発売となり、それぞれ収録曲・ジャケット写真ともに異なる。

- 表題曲は、メンバーの山田涼介主演 テレビ朝日系金曜ナイトドラマ『セミオトコ』の主題歌であり、テレビ朝日系『2019年世界体操競技選手権』のエンディングテーマにも起用された。また、前作に続いて同枠の主題歌を2クールで手掛けており、連続で手掛けるのは初めてである。

- 本作は、Hey!Say!JUMP渾身のサマー・チューンをテーマにしている。

- 初回限定盤1・2には、シングルでは初の試みとして、メンバー8人を2人×4組に分けてのユニット曲を収録。

- 初回限定盤1には、表題曲のビデオ・クリップ+メイキングのDVDを付属。また、ユニット曲「Mystery O」(知念侑李+有岡大貴)と「トレンディーラブ ＃REIWA」(中島裕翔+髙木雄也)を収録。

- 初回限定盤2には、各ユニットが自分たちをどのようにセルフ・プロデュースするのかについて議論する模様を収めた「HSJ 2019ユニット打合せ」の DVDを付属。また、ユニット曲「Napa Napa」(山田涼介+伊野尾慧)と「Go Fighter」(八乙女光+薮宏太)を収録。

- 通常盤には、カップリング曲「波の上で会いましょう」「Summer Romantic」、さらに表題曲を盆踊り仕様にアレンジした「ファンファーレ! DE 盆踊り」に加えて、オリジナル・カラオケ4曲を収録。

## 予約先着特典
1. セミんぷぅ・ペアステッカー～あれもこれもセミも～

## 封入特典

### 初回限定盤1・2
1. 16P歌詞ブックレット

### 通常盤
1. 4面8Pブックレット

## 収録曲

### CD

#### 通常盤
1. ファンファーレ! [4:26]
作詞：辻村有記、作曲・編曲：辻村有記・伊藤賢
  - 山田涼介主演 テレビ朝日系金曜ナイトドラマ『セミオトコ』主題歌
  - テレビ朝日系『2019年世界体操競技選手権』エンディングテーマ
2. 波の上で会いましょう [3:57]
作詞：KOUDAI IWATSUBO、作曲：Stephan Elfgren・KOUDAI IWATSUBO、編曲：Stephan Elfgren・佐々木博史
3. Summer Romantic [4:07]
作詞：Funk Uchino・RIKE、作曲：Victor Sagfors・RIKE・辻村有記、編曲：石塚知生
4. ファンファーレ! DE 盆踊り [3:11]
編曲：遠藤ナオキ
  - 表題曲の盆踊りバージョン
5. ファンファーレ!（オリジナル・カラオケ）
6. 波の上で会いましょう（オリジナル・カラオケ）
7. Summer Romantic（オリジナル・カラオケ）
8. ファンファーレ! DE 盆踊り（オリジナル・カラオケ）

#### 初回限定盤1
1. ファンファーレ!
2. Mystery O - 知念侑李・有岡大貴
作詞：葉澄草子・Mizuho Nagaoka・西野韮・HASEGAWA・Yu-shi、作曲：Viktor Strand・Timo Oiva、編曲：Viktor Strand
3. トレンディーラブ #REIWA - 中島裕翔・髙木雄也
作詞：市川喜康、作曲：横健介、編曲：佐々木博史

#### 初回限定盤2
1. ファンファーレ!
2. Napa Napa - 山田涼介・伊野尾慧
作詞：Atsushi Shimada・MORISHIN、作曲・編曲：Erik Lidbom・SAMDELL
3. Go Fighter - 八乙女光・薮宏太
作詞：八乙女光・薮宏太、作曲：Tommy Clint・Atsushi Shimada、編曲：Atsushi Shimada

### DVD

#### 初回限定盤1 (DVD)
1. 「ファンファーレ!」ビデオ・クリップ+メイキング

#### 初回限定盤2 (DVD)
1. 特典映像「HSJ2019ユニット曲打ち合わせ」